# Minolta X-700
La Minolta X-700 è una reflex a obiettivo singolo a pellicola 35 millimetri introdotta dalla Minolta nel 1981. Fu il miglior modello dell'ultima serie manual-focus SLR, prima del lancio della macchina ad autofocus Minolta Maxxum 7000.

## Caratteristiche
La Minolta X-700 utilizzava il corpo di base della Minolta XG-M con il controllo elettronico della velocità, ma in più un programma di esposizione automatica che si somma ai tempi di esposizione ed alla modalità di misurazione manuale della XG-M. Questa macchina introdusse poi la misurazione Through-the-lens (TTL) della luce ed aggiunse il blocco dell'esposizione, ed il focus screen.
Basandosi su questo telaio, la Minolta lanciò successivamente le più economiche X-300 e X-500.